# 7,62 × 53 мм R
7,62×53 мм R — унитарный винтовочный патрон с гильзой с выступающей закраиной, размерностью 7,62×53 мм, общей длиной патрона в 77 мм, диаметром пули в 7,83 мм и энергией в 3960 Дж. Фактически, патрон 7,62×53 мм R является финским вариантом российского патрона 7,62×54 мм R, использовавшегося винтовкой Мосина и Lahti-Saloranta M-26.

## Характеристики

Размеры

| Размеры патронов 7,62×53R и 7,62×54R в миллиметрах | Размеры патронов 7,62×53R и 7,62×54R в миллиметрах | Размеры патронов 7,62×53R и 7,62×54R в миллиметрах | Размеры патронов 7,62×53R и 7,62×54R в миллиметрах | Размеры патронов 7,62×53R и 7,62×54R в миллиметрах | Размеры патронов 7,62×53R и 7,62×54R в миллиметрах |              |
| Страна                                             | Патрон                                             | Общая длина                                        | Длина гильзы                                       | Диаметр закраины гильзы                            | Диаметр гильзы                                     | Диаметр пули |
| -------------------------------------------------- | -------------------------------------------------- | -------------------------------------------------- | -------------------------------------------------- | -------------------------------------------------- | -------------------------------------------------- | ------------ |
| Финляндия                                          | 7,62×53R                                           | 77,00                                              | 53,50                                              | 14,40                                              | 12,42                                              | 7,85         |
| Россия                                             | 7,62×54R                                           | 77,16                                              | 53,72                                              | 14,48                                              | 12,37                                              | 7,92         |